# 開済
開 済（開濟、かい さい、生年不詳 - 1383年）は、元末明初の官僚・政治家。字は来学。本貫は河南府洛陽県。

## 生涯
元末にチャガン・テムルの下で掌書記をつとめた。洪武初年、明経に挙げられた。河南府訓導に任じられ、入朝して国子助教となった。病のため辞職して帰郷した。洪武15年（1382年）7月、御史大夫の安然の推薦により刑部尚書として試用されることとなった。洪武16年（1383年）2月、正式に刑部尚書に任じられた。
開済は評価査定を自分の任とみなし、諸官庁に文簿を設け、1日に処理した事務を記録し、官吏を評定するよう請願した。また各部の勘合文書の移管について、期限を取り決めて、評価基準を定めた。また軽犯罪に問われた軍民に対しては、即座に審判を下すよう提言した。ときに都御史の趙仁が従来は賢良方正や孝弟力田の諸科に士を挙げて州県に並べて置くだけで、その士の多くは官職に挙げられていなかったことから、その制度を見直すよう提案した。開済は経明行修を一科とし、工習文詞を一科とし、通曉書義を一科とし、人品俊秀を一科とし、練達治理を一科とし、言有条理を一科として、六科を備える者を上とし、三科以上を中とし、三科に及ばない者を下とするよう建議した。その提案は洪武帝に聞き入れられた。
開済は聡明機敏で才気と弁舌にすぐれ、国家の基幹制度・税制・刑事司法・建設工事・河川治水など幅広い分野について提言した。洪武帝の信任を盾に他部署に干渉したので、官僚たちに憎まれ批判された。開済もまた真顔で他人を中傷するのを好んだ。洪武帝が詐欺に対する法律を定めるよう命じたことがあった。開済の提出した法案は事細かなものだったので、洪武帝は「細密な網を張って民衆を捕らえるのが良いことなのか」といった。開済は部下たちを寅刻から戌刻まで働かせたので、洪武帝は「古人は卯刻から酉刻までを定時としていた。いま官に仕える者は寅刻から戌刻まで働かされている。父母に奉じ、妻子に会うのはいつになるのか」と叱責した。開済は同僚や部下を戒める言葉を文華殿に掲示するよう請願した。洪武帝が「同僚や部下を戒める言葉を殿廷に貼り出そうとするのが、はたして人臣の礼なのか」というと、開済は恥じ入って陳謝した。
ほどなく開済は郎中の仇衍に命じて死刑囚を脱獄させたが、獄官にこれを知られてしまった。開済は侍郎の王希哲や主事の王叔徴とともに獄官を捕らえて殺した。この年12月、御史の陶垕仲らがその事件を暴き、弾劾した。開済は獄に下され、王希哲や仇衍らとともに棄市された。